# Pavetta cooperi
Pavetta cooperi är en måreväxtart som beskrevs av William Henry Harvey och Otto Wilhelm Sonder. Pavetta cooperi ingår i släktet Pavetta och familjen måreväxter. Inga underarter finns listade i Catalogue of Life.